# Walfischkopf

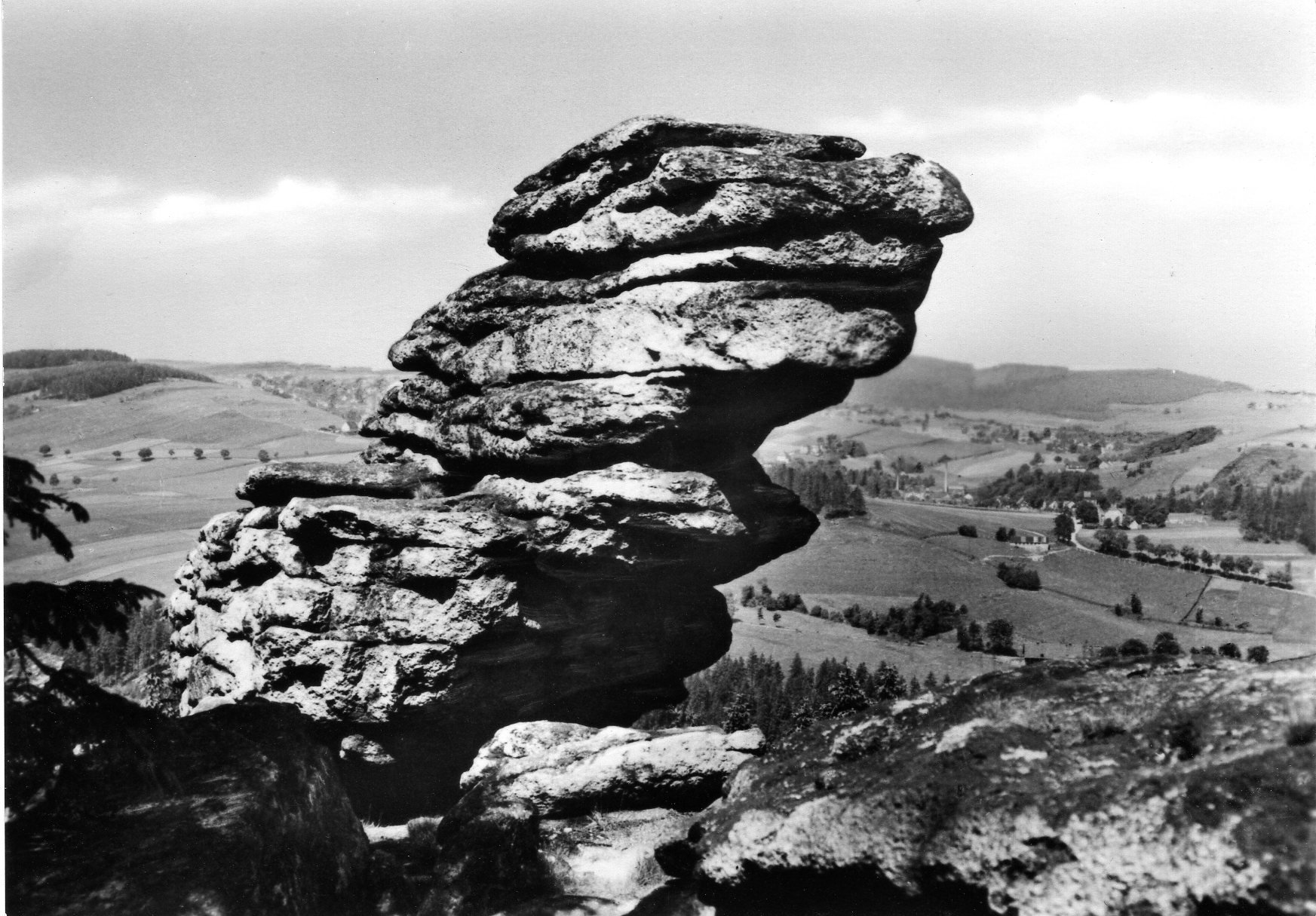
Walfischkopf, auch Frosch genannt, 1975 mit freiem Blick auf Schönheide.

Der Walfischkopf, auch Frosch genannt, ist eine Felsformation in 700,4 m ü. NHN am Heiteren Blickweg im Waldgebiet zwischen Eibenstock und Schönheide im westlichen Erzgebirge.

## Charakteristik
Er liegt südlich von Schönheiderhammer auf der Grenze zwischen den Gemeinden Schönheide und Eibenstock. Es handelt sich um eine typische Wollsackverwitterung in Matratzenform des Eibenstocker Granites. Die Umgebung des Felsens ist heute größtenteils mit Fichtenwald bewachsen. Noch Ende der 1920er Jahre wurde der Walfischkopf vom Erzgebirgsverein als Aussichtspunkt empfohlen. Von ihm bot sich bis in die 1970er Jahre ein guter Blick auf Schönheide und Umgebung, der heute größtenteils mit Fichten zugewachsen ist. Insbesondere in Schönheide ist die Bezeichnung Frosch gebräuchlich. Im Oberreitschen Kartenwerk von 1843 wird im Deckblatt der Name der Felsformation mit „der Wallfisch Kopf“ angegeben und seine Höhe in Fuß. In Blatt 19–Schwarzenberg– ist sie eingezeichnet. Um 1900 waren die Wälder um den Walfischkopf von Waldschäden geprägt, die aus den mit Steinkohlefeuerung betriebenen Dampfkesselanlagen der Fabriken in Schönheide und Schönheiderhammer resultierten.
Der Walfischkopf liegt nach der Naturraumkarte von Sachsen in der Mesogeochore „Eibenstocker Bergrücken“. Am Walfischkopf grenzen die drei Mikrogeochoren „Rautenkranz-Schönheide Mulde-Tal“, „Eibenstocker Talsperrengebiet“ und „Mühlberg-Krinitzberg-Riedelgebiet“ aneinander.
Ein Bach mit dem Namen Walfischkopf entspringt im Bereich des Felsens und mündet in die Zwickauer Mulde in der Nähe von Schönheiderhammer. Der Bach hat die Gewässerkennzahl 54115716.

## Besonderheit in der Geologie
Im Zuge der sächsischen Tiefengeothermie wurde festgestellt, bei der Walfischkopf-Fazies trete „neben Uraninit (35 %) auch noch Monazit, Xenotim (beide jeweils ~20 %) und Zirkon (~15 %) als wichtige U-Konzentratoren in Erscheinung“.

## Galerie

Walfischkopf (oder Frosch)  2016
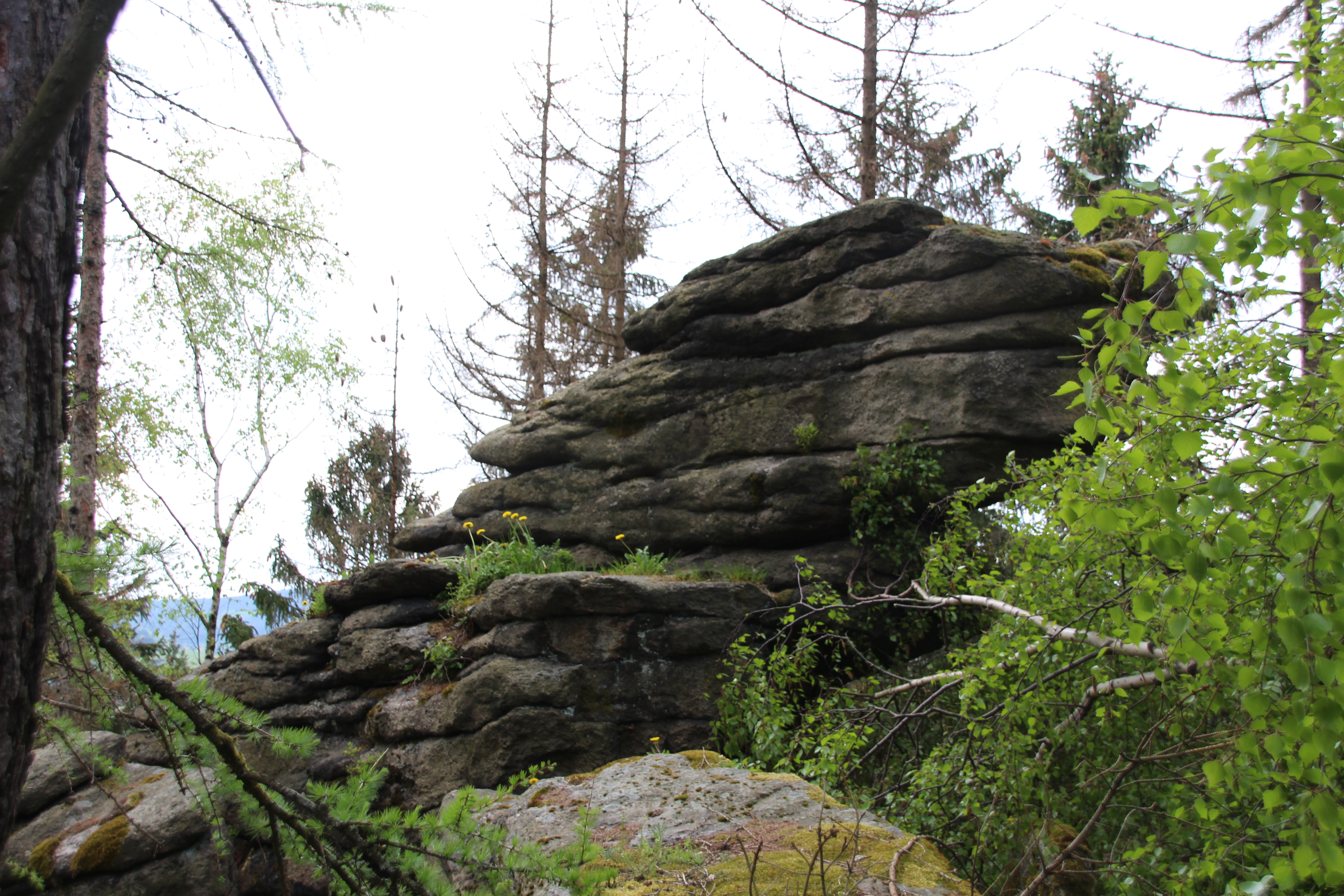
Eine umgestürzte Birke versperrt den Zuweg
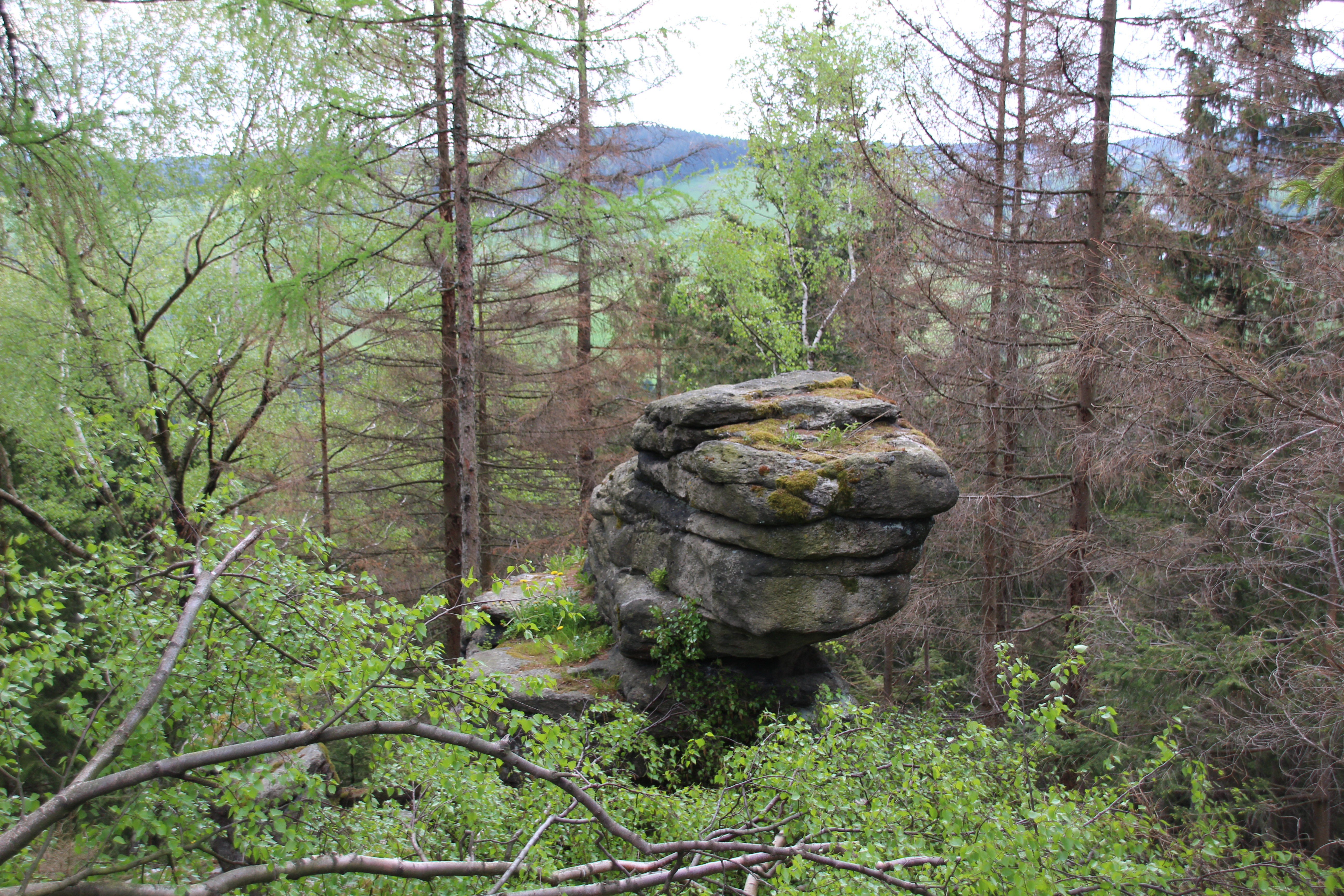
Trotz abgestorbener Fichten ist Schönheide kaum zu erahnen
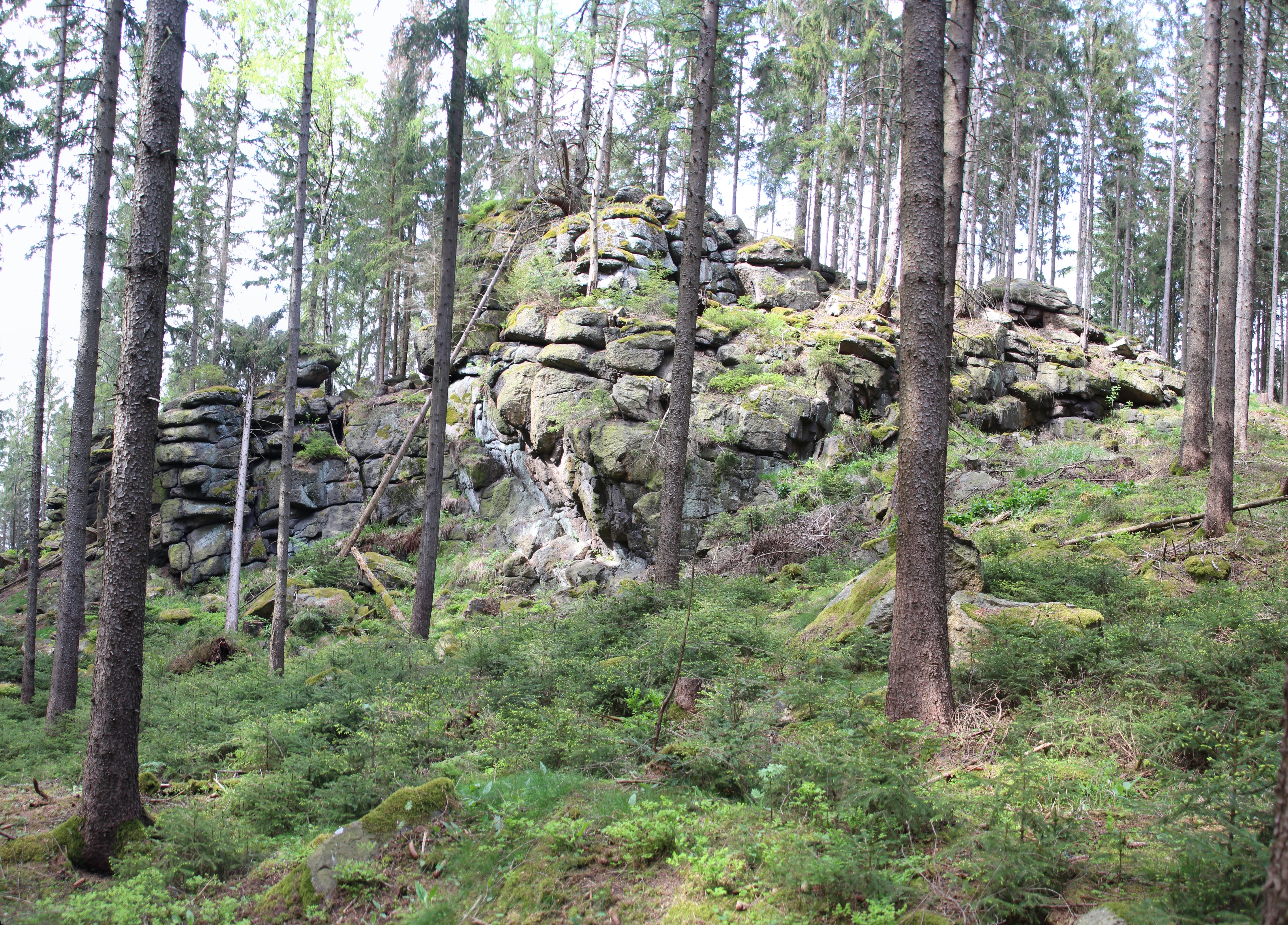
Beeindruckende Felsformation in der Umgebung
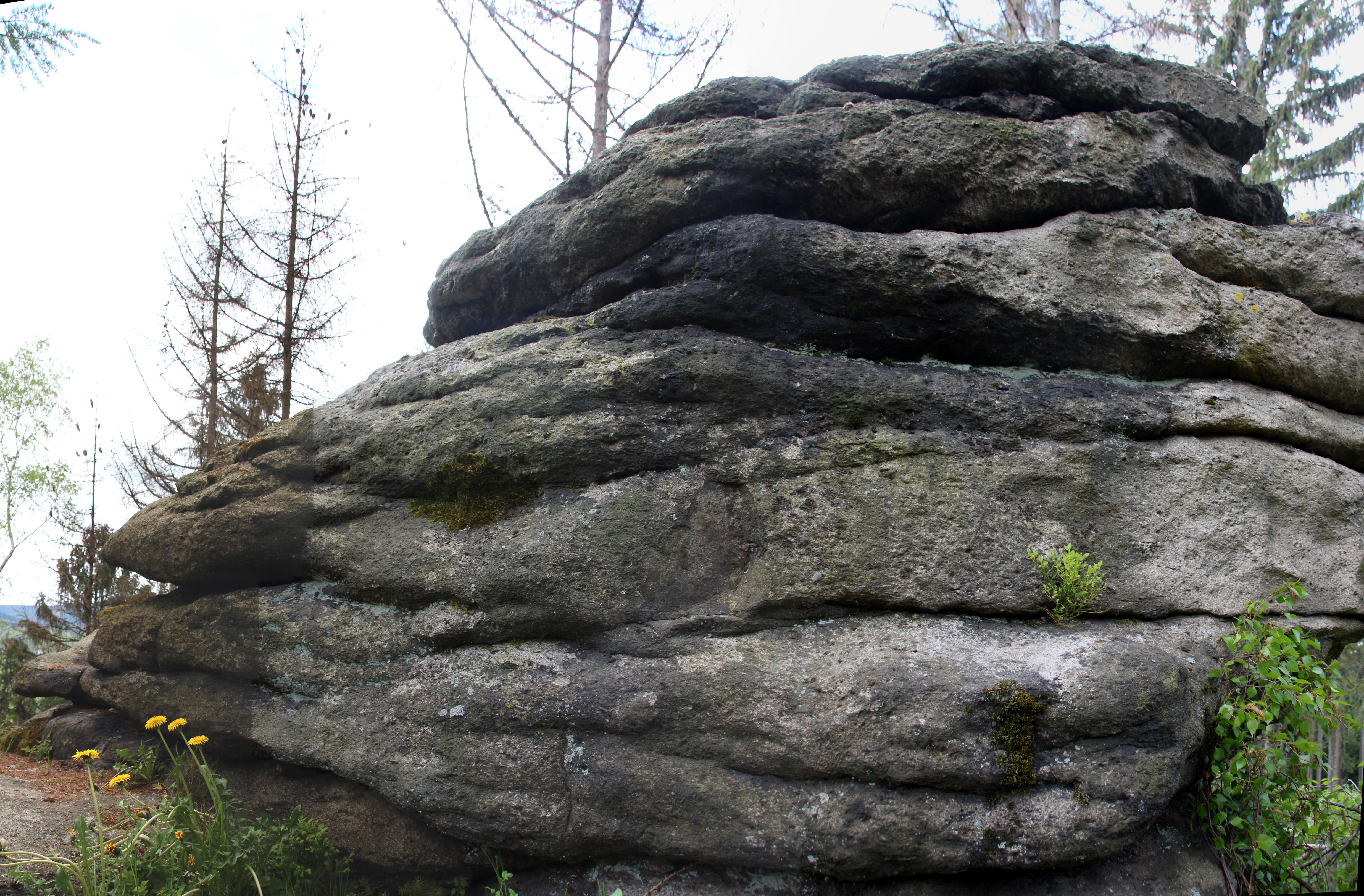
Wollsackverwitterung am Walfischkopf